# Yolanda Caballero
Yolanda Beatriz Caballero Pérez es una atleta de Colombia. Su mejor marca personal es 2:26.17, conseguida en la Maratón de Boston y 1:10:30 para la distancia de media maratón.  
Comenzó como corredora de obstáculos, y tras ganar la medalla de bronce en el Campeonato Sudamericano 2005, se dedicó a las carreras de larga distancia. Fue la campeona de los XXI Juegos Centroamericanos y del Caribe en los 10.000 metros, y fue el medallista de bronce en ese evento en los Juegos Panamericanos de 2011. Representó a Colombia en el maratón de los Juegos Olímpicos de 2012. 
En 2014 la fondista Colombiana arrojó resultados positivos durante un control antidopaje realizado en la ciudad de Iten, Kenia por manipulación. La Federación Colombiana de Atletismo la suspendió por 4 años y podría volver a competir el 27 de abril de 2018. Sin embargo en 2017 cuando ya estaba retirada la atleta ganó una apelación a la sanción por falta de pruebas y esta se redujo a 2 años que finalmente se cumplían el 27 de abril de 2016. 